# قارچ‌شناسی پزشکی (کتاب امامی و دیگران)
قارچ‌شناسی پزشکی کتابی از مسعود امامی، پریوش کردبچه، مهین مقدمی و فریده زینی است که در سال ۱۳۶۶ منتشر و در مراسم کتاب سال جمهوری اسلامی ایران به‌عنوان کتاب شایسته تقدیر معرفی شد.